# 姬姬
姬姬（1954年9月－1972年7月22日，原名碛碛）是一只雌性大熊猫，出生于1954年9月，它是世界自然基金会会徽上大熊猫的原型。

## 生平
姬姬（当时名为碛碛）于1955年5月在四川宝兴县硗碛乡被收养，后送往北京动物园。1957年5月苏联最高苏维埃主席伏罗希洛夫来北京访问后，中国于当月将姬姬与另一只大熊猫平平作为国礼送给莫斯科动物园。不久，姬姬被误当作雄性而被苏联送回。1958年，奥地利动物商海尼·德默（Heini Demmer）用三只长颈鹿、两只犀牛、河马、斑马等非洲动物从北京动物园换得姬姬。同年9月，英国伦敦动物园以1.2万英镑购得姬姬。1966年与1968年，在英国与苏联协商下，姬姬两度前往苏联与莫斯科动物园的雄性大熊猫安安进行交配尝试，但均未成功。1972年姬姬在伦敦去世后，遗体被制作成标本，由皇家自然博物馆永久收藏。